# Mobillån Sverige
Mobillån Sverige AB är ett företag som arbetar med konsumentkrediter i form SMS-lån. Företaget var först i Sverige med denna typ av kreditgivning via mobiltelefon. Mobillån grundades 2006 av Magnus Johansson tillsammans med fadern Björn Johansson. Ordet Mobillån är varumärkesskyddat av Mobillån Sverige AB. 
Företaget blev känt i Sverige under mars 2006 då företaget lanserade produkten SMS-lån, genom en reklamkampanj med jingeln "SMS:a låna", några månader senare blev SMS-lån ett begrepp i Sverige. Den svenska komikern Robert Gustafsson har varit företagets reklampelare, företaget har med hjälp av humoristiska inslag marknadsfört konsumentkrediter, enligt Konsumentverket på ett sätt som strider mot god kreditgivningssed.

## Väsentliga händelser i Sverige
Mobillån Sverige AB blev i maj 2006 anmälda av Konsumentombudsmannen för ocker men åklagaren avskrev fallet utan motivering. Även under 2007 blev bolaget anmält för ocker, denna gång av SSU, med Mattias Vepsä som ordförande och initiativtagare till anmälan.
Konsumentombudsmannen har sedan anmälan för ocker lades ned mot Mobillån under 2006 fortsatt med att driva två mål mot företaget, den 25 juli 2007 blev Mobillån Sverige AB förbjuden av Marknadsdomstolen vid vite om 750 000 kr att vid marknadsföring av krediter använda de påtalade radioreklaminslagen eller väsentligen samma framställningar. I övrigt lämnades KO:s talan utan bifall och KO fick ersätta Mobillån Sverige AB dess rättegångskostnader. Vidare blev bolaget fällt i Marknadsdomstolen den 30 januari 2008 för det sätt Mobillån Sverige AB tog ut sina avgifter. KO stämde sedan bolaget en kort tid efteråt då man ansåg att bolaget inte rättat sig till domen i Marknadsdomstolen.
Den 31 januari 2008 hölls en allmän utfrågning i riksdagen om SMS-lån där Magnus Johansson, VD för Mobillån Sverige AB tillsammans med Konsumentverket, Kronofogdemyndigheten, Socialstyrelsen, Sveriges kommuner och landsting, Yrkesföreningen för budget- och skuldrådgivare i kommunal tjänst, Riksföreningen Insolvens, Justitiedepartementet, Integrations- och jämställdhetsdepartementet, Utredningen om ett samordnat insolvensförfarande samt Svensk Inkasso höll en i SVT direktsänd riksdagsdebatt som anledning av all den kritik som riktats till företagen inom detta segment på konsumentkreditmarknaden.

## Effekten av Marknadsdomstolens dom
Sedan domen den 30 januari 2008 anser Konsumentverket att hela marknaden för konsumentkrediter i Sverige kommer att förändras. Domen som förbjöd Mobillån Sverige AB att ta ut avgifter som inte motsvarar kostnaderna för lånet till den enskilde konsumenten påverkar samtliga kreditgivare i Sverige och deras prissättningsmodeller för avgifter vid kreditgivning. Konsumentombudsmannen säger i ett uttalande den 30 januari 2008 att hela marknaden kommer att genomgå en självsanering, men att man kommer att se till att marknadsdomstolens dom efterlevs.
Enligt konsumentkreditlagen får företagen inte ta ut avgifter om man inte haft motsvarande kostnad för den enskilda krediten.